# Sailor Roberts
Brian (Sailor) Roberts (7 maart 1931 - 23 juni 1995) was een professioneel Amerikaans pokerspeler.
Naast dat Roberts een professioneel pokeraar was, was hij ook kampioen bridge.
Roberts won het Main Event van de World Series of Poker 1975 en verdiende hiermee zijn tweede WSOP bracelet en $210,000. Zijn eerste bracelet won hij op de WSOP van 1974.
In totaal heeft Baldwin meer dan $276,650 bij elkaar gewonnen in live-toernooien.

## Gewonnen bracelets
| Jaar | Toernooi                                    | Prijs (US$) |
| ---- | ------------------------------------------- | ----------- |
| 1974 | $5,000 No Limit Deuce to Seven Draw         | $35,850     |
| 1975 | $10,000 No Limit Hold'em World Championship | $220,000    |

Moss (3) · Slim · Pearson · Roberts · Brunson (2) · Baldwin · Fowler · Ungar (3) · Straus · McEvoy · Keller · Smith · Johnston · Chan (2) · Hellmuth · Matloubi · Daugherty · Dastmalchi · Bechtel · Hamilton · Harrington · Seed · Nguyen · Furlong · Ferguson · Mortensen · Varkonyi · Moneymaker · Raymer · Hachem · Gold · Yang · Eastgate · Cada · Duhamel · Heinz · Merson · Riess · Jacobson · McKeehen · Nguyen · Blumstein · Cynn · Ensan · Salas · Aldemir · Jørstad  · Weinman · Tamayo